# Rádio Câmara
Rádio Câmara é uma rede de rádios brasileira com sede em Brasília, Distrito Federal. Opera no dial FM, na frequência 96,9 MHz, e integra o sistema de comunicação da Câmara dos Deputados do Brasil, juntamente com a TV Câmara.

## História
A rádio foi inaugurada, em 20 de janeiro de 1999, pelo então presidente da Casa, Michel Temer, com a finalidade de transmitir ao vivo as sessões do Plenário. Aos poucos, a emissora foi abrindo sua programação para atrações jornalísticas, culturais, programas sobre cidadania, campanhas de utilidade pública e radionovelas educativas.

## Emissoras
Os canais da Rádio Câmara estão no ar em dezoito cidades, sendo cinco capitais e treze no interior. A expansão do alcance da emissora pelo Brasil foi possível com a criação da Rede Legislativa de Rádio, em 2012, pela Câmara dos Deputados. A Casa faz acordos com assembleias legislativas ou câmaras municipais, que instalam os transmissores e inserem conteúdo local na grade de programação. Nos contratos firmados no interior, as câmaras municipais são responsáveis por todo o investimento em equipamentos e instalações.
Ao longo de 2021, a transmissão da Rádio Câmara também passou a ocupar um dos canais da Rede Legislativa de TV.